# Gruzie na Letních olympijských hrách 2004
Gruzie se účastnila Letní olympiády 2004. Zastupovalo ji 32 sportovců v 10 sportech.

## Medailisté
| Medaile | Jméno            | Sport    | Soutěž                     |
| ------- | ---------------- | -------- | -------------------------- |
| Zlato   | Giorgi Asanidze  | Vzpírání | muži do 85 kg              |
| Zlato   | Zurab Zviadauri  | Judo     | muži střední váha do 90 kg |
| Stříbro | Nestor Chergiani | Judo     | muži superlehká do 60 kg   |
| Stříbro | Ramaz Nozadze    | Zápas    | Muži řecko-římský do 96 kg |